# Tomás de Aguiar (médico)
Tomás de Aguiar fue un médico español del siglo xvii.

## Biografía
Natural de Covarrubias (Burgos), estudió medicina en la Universidad de Alcalá de Henares, siendo discípulo de Francisco Valles. Recibió el grado de doctor en dicha facultad, en donde llegó a ser catedrático de prima de medicina. Sirvió como médico de cámara de los duques de Arcos y de Feria; con este último recorrió Francia, Alemania e Italia, y gozó de mucha reputación en Pavía según Antonio Hernández Morejón. Vuelto a España, escribió Apologia pro consilio medicinali in diminuta visione ab eo præscripto et denuo confirmato. Adversus duas epistolas doctissimi doctoris Illefonsi Nuñez Llerensis, medici hispalensis, cum censuris in easdem, et in librum de faucium ulceribus anginosis (vulgo garrotillo) ab eodem autore Nuñez editum (Gabriel Ramos Bejarano, Marchena, 1621), dedicada a Rodrigo Ponce de León, duque de Arcos. Trata sobre las controversias que tuvo con Ildefonso Núñez de Llerena, a quien acusaba de alejarse de las doctrinas de Galeno, de las que Aguiar era partidario.